# Morte di un commesso viaggiatore (film 1985)
Morte di un commesso viaggiatore (Death of a Salesman) è un film per la televisione del 1985 diretto da Volker Schlöndorff. Tratto dall'omonimo dramma teatrale scritto nel 1949 da Arthur Miller, ha tra i suoi protagonisti Dustin Hoffman e John Malkovich.

## Trama
Willy Loman è un commesso viaggiatore. Ha passato sulle strade la gran parte dei suoi 63 anni di vita coltivando sogni di successo per sé ma soprattutto per i due figli Biff e Hap; è su Biff, ad ogni modo, che proietta le proprie ambizioni. Willy cerca di dare ai propri figli un'immagine di sé ben diversa da quella reale: si descrive come un vincente, nella vita e nel lavoro, ma in realtà non è mai riuscito a realizzarsi, riuscendo ad ogni modo a mantenere con mille sacrifici l'intera famiglia e confidando nella realizzazione dei figli.
A distanza di anni, però, i due ragazzi, ormai cresciuti, non rispecchiano le sue aspettative. Hap è un donnaiolo dal lavoro modesto che gli permette di sbarcare a malapena il lunario, mentre Biff, che non ha ancora trovato un'occupazione degna di tal nome, passa la vita a girovagare tornando a casa di tanto in tanto. Cerca di recuperare il dialogo con il padre che, però, non riesce a stabilire alcuna forma di comunicazione con lui. La vecchiaia ha inoltre reso Willy irascibile, chiuso in se stesso e concentrato ormai soltanto sui ricordi.
La sua mente vacilla spesso e non è più in grado di affrontare un viaggio in automobile. È anche per questo motivo che perde il lavoro, ritrovandosi senza un soldo, ed è costretto a chiedere continui prestiti al vicino di casa Charley. Dopo l'ennesima delusione professionale incassata dal figlio Biff, Willy si convince di dover fare l'ultimo sacrificio per la famiglia, in particolar modo per la moglie Linda: l’uomo si suicida per farle riscuotere i ventimila dollari dell'assicurazione sulla vita, che le garantiranno una vecchiaia dignitosa.

## Distribuzione
La pellicola è stata proiettata per la prima volta al Toronto International Film Festival del 1985 un giorno prima della sua uscita nelle sale americane, il 15 gennaio. In Italia è uscito nel mese di luglio dello stesso anno.